# Jonathan Kulow
Jonathan Kulow, detto Jonny (Lander, 6 agosto 2003), è un nuotatore statunitense.

## Carriera
Si allena presso l'Università dell'Arizona.
Nel 2023 conquista due ori e quattro argenti ai Giochi panamericani di Santiago del Cile. Ai mondiali di Singapore del 2025 ha vinto un oro nella staffetta 4x100 metri stile libero mista e un bronzo nella staffetta 4x100 metri stile libero.

## Palmarès
- Mondiali

Singapore 2025: oro nella 4x100m sl mista, bronzo nella 4x100m sl.
- Giochi panamericani

Santiago del Cile 2023: oro nella 4x100m misti e nella 4x100m misti mista, argento nei 50m sl, nei 100m sl, nella 4x100m sl e nella 4x100m sl mista.